# 菲力及奇力
菲力（Fíli）及奇力（Kíli）是托爾金（J. R. R. Tolkien）的小說《哈比人歷險記》裡的虛構角色。兩人是兄弟，索林‧橡木盾（Thorin Oakenshield）的任務派出的十三名矮人中是最年輕的兩人。
在《哈比人歷險記》的第八節裡，雖說菲力是最年輕，但在《魔戒三部曲》附錄一裡，菲力的出生年份是第三紀元2859年，奇力則是第三紀元2864年。
菲力和奇力是索林‧橡木盾的外甥（索林‧橡木盾是菲力和奇力母親迪絲的哥哥）。菲力和奇力戴藍帽及有黃髯。菲力則有長鼻，是孤山任務（The Quest of Erebor）的矮人中有最長鼻子的矮人。
作為最年輕的矮人，菲力和奇力有銳利的眼睛，經常擔當斥候和搜索任務，他們在迷霧山脈（Misty Mountains）發現了半獸人的洞穴。在幽暗密林（Mirkwood），菲力將魔法溪流對岸的小船鈎過來。他們與巴林及比爾博·巴金斯探索烏丘（Ravenhill）。他們亦與比爾博發現了孤山（Erebor）的秘密通道。菲力和奇力是團隊裡最活躍的成員，與巴林及龐伯（Bombur）不同。
菲力和奇力在五軍之戰（Battle of Five Armies）中和索林一起戰死，被榮譽地下葬。
菲力和奇力的姓名是取自史洛里·斯圖拉松（Snorri Sturluson）的埃達（Edda）。
一些讀者指出，索林的團隊中只有菲力和奇力在五軍之戰死亡。從這角度來看，菲力和奇力的死並不簡單。有兩個可能性解釋為何托爾金要這麼對待這兩個角色。
索林‧橡木盾是菲力和奇力的舅舅，菲力和奇力是索林‧橡木盾姐妹的兒子。1953年，托爾金發表了有關馬爾登戰役（Battle of Maldon）的文章「The Homecoming of Beorhtnoth, Beorhthelm's Son」。托爾金描述了這關係兩次。第一次是在文章裡，第二次是在一次交流當中提及的兩個角色Tidwald及Torthelm。Torthelm誤以為自己是Beorthnoth之甥，驚叫：「His sister-son! The songs tell us, ever near shall be at need nephew to uncle」。另一例子是《魔戒三部曲》的希優頓（Théoden）及伊歐墨（Éomer），伊歐墨是希優頓姐妹的兒子。
在這背景下，菲力和奇力為守護索林而死正是要體現古英國叔姪間的忠誠敬愛的完美例子。
另一可能性驅使托爾金令菲力和奇力死於第三紀元末是孤山王位的繼承。索林是都靈部族（Durin's Folk）的首領，在惡龍史矛革（Smaug）死後成為山下國王，由丹恩二世·鐵足（Dáin II Ironfoot）繼其位。但如果菲力和奇力並沒有在五軍之戰中死亡，其中一人可能會繼位。如果《魔戒三部曲》附錄一的族譜是正確的話，菲力會成為山下國王，如索林說菲力是團隊裡最年輕的矮人是正確，則奇力會登位。托爾金可能已經設定丹恩在戰後會繼位。當托爾金整理書稿時發現了王位繼承問題，覺得如果讓兄弟的其中一人成為國王會十分尷尬。於是決定以菲力和奇力崇高的犧牲作為適當的解決辦法。
托爾金書迷亦注意到金靂（Gimli）的年齡與菲力和奇力亦有關係。在《未完成的故事》裡有關孤山任務的部分，記載了金靂說明自己太年輕，無法參與孤山任務。在附錄一，金靂生於第三紀元2879年，比爾博一行人前往孤山時，金靂是62歲。菲力和奇力分別是82和72歲（如附錄一正確無誤）。據矮人的角度，三人都年少，矮人的年齡通常可超過250歲。三人的年齡差距很少。有趣的是菲力和奇力被准許參與孤山任務，金靂卻要留在藍山山脈。

## 改編
在彼得·傑克森執導的魔戒前傳《哈比人電影系列》三部曲中，由埃丹·透納飾演奇力，狄恩·歐葛曼飾演菲力。
影片中菲力擅長於飛刀，而奇力則擅長射箭。菲力的外表較忠於原著，有黃髯；而奇力的外表則較為帥氣。在《哈比人：荒谷惡龍》，奇力和幽暗密林的女精靈隊長陶烈兒相愛，在他腿上中了半獸人毒箭、於長湖鎮休養時，陶烈兒還趕來以阿夕拉斯藥草救了他，並與之一起逃出惡龍火海。在《哈比人：五軍之戰》，五軍之戰爆發時，菲力和奇力隨著索林來到烏丘上尋找半獸人統帥阿索格（Azog），菲力卻被阿索格所殺，奇力為了保護陶烈兒也被半獸人波格（Blog）殺害。最終兩人皆隨著索林深葬於孤山中。